# 56ste Oscaruitreiking
De 56ste Oscaruitreiking, waarbij prijzen werden uitgereikt aan de beste prestaties in films uit 1983, vond plaats op 9 april 1984 in het Dorothy Chandler Pavilion in Los Angeles. De ceremonie werd voor de vijfde keer gepresenteerd door Johnny Carson.
De grote winnaar van de avond was Terms of Endearment, met in totaal elf nominaties en vijf Oscars. The Right Stuff en Fanny & Alexander wonnen beide vier Oscars met respectievelijk acht en zes nominaties.

## Winnaars en genomineerden
De winnaars staan bovenaan in vet lettertype.

#### Beste film
- Terms of Endearment
  - The Big Chill
  - The Dresser
  - The Right Stuff
  - Tender Mercies

#### Beste regisseur
- James L. Brooks - Terms of Endearment
  - Bruce Beresford - Tender Mercies
  - Ingmar Bergman - Fanny & Alexander
  - Mike Nichols - Silkwood
  - Peter Yates - The Dresser

#### Beste mannelijke hoofdrol
- Robert Duvall - Tender Mercies
  - Michael Caine - Educating Rita
  - Tom Conti - Reuben, Reuben
  - Tom Courtenay - The Dresser
  - Albert Finney - The Dresser

#### Beste vrouwelijke hoofdrol
- Shirley MacLaine - Terms of Endearment
  - Jane Alexander - Testament
  - Meryl Streep - Silkwood
  - Julie Walters - Educating Rita
  - Debra Winger - Terms of Endearment

#### Beste mannelijke bijrol
- Jack Nicholson - Terms of Endearment
  - Charles Durning - To Be or Not to Be
  - John Lithgow - Terms of Endearment
  - Sam Shepard - The Right Stuff
  - Rip Torn - Cross Creek

#### Beste vrouwelijke bijrol
- Linda Hunt - The Year of Living Dangerously
  - Cher - Silkwood
  - Glenn Close - The Big Chill
  - Amy Irving - Yentl
  - Alfre Woodard - Cross Creek

#### Beste originele scenario
- Tender Mercies - Horton Foote
  - The Big Chill - Lawrence Kasdan en Barbara Benedek
  - Fanny & Alexander - Ingmar Bergman
  - Silkwood - Nora Ephron en Alice Arlen
  - WarGames - Lawrence Lasker en Walter F. Parkes

#### Beste bewerkte scenario
- Terms of Endearment - James L. Brooks
  - Betrayal - Harold Pinter
  - The Dresser - Ronald Harwood
  - Educating Rita - Willy Russell
  - Reuben, Reuben - Julius J. Epstein

#### Beste niet-Engelstalige film
- Fanny & Alexander - Zweden
  - Carmen - Spanje
  - Entre Nous - Frankrijk
  - Job's Revolt - Hongarije
  - Le Bal - Algerije

#### Beste documentaire
- He Makes Me Feel Like Dancin' - Emile Ardolino
  - Children of Darkness - Richard Kotuk en Ara Chekmayan
  - First Contact - Bob Connolly en Robin Anderson
  - The Profession of Arms - Michael Bryans en Tina Viljoen
  - Seeing Red - James Klein en Julia Reichert

#### Beste camerawerk
- Fanny & Alexander - Sven Nykvist
  - Flashdance - Don Peterman
  - The Right Stuff - Caleb Deschanel
  - WarGames - William A. Fraker
  - Zelig - Gordon Willis

#### Beste montage
- The Right Stuff - Glenn Farr, Lisa Fruchtman, Stephen A. Rotter, Douglas Stewart en Tom Rolf
  - Blue Thunder - Frank Morriss en Edward Abroms
  - Flashdance - Bud Smith en Walt Mulconery
  - Silkwood - Sam O'Steen
  - Terms of Endearment - Richard Marks

#### Beste artdirection
- Fanny & Alexander - Anna Asp
  - Return of the Jedi - Norman Reynolds, Fred Hole, James Schoppe en Michael Ford
  - The Right Stuff - Geoffrey Kirkland, Richard J. Lawrence, W. Stewart Campbell, Peter Romero, Pat Pending en George R. Nelson
  - Terms of Endearment - Polly Platt, Harold Michelson, Tom Pedigo en Anthony Mondello
  - Yentl - Roy Walker, Leslie Tomkins en Tessa Davies

#### Beste originele muziek
- The Right Stuff - Bill Conti
  - Cross Creek - Leonard Rosenman
  - Return of the Jedi - John Williams
  - Terms of Endearment - Michael Gore
  - Under Fire - Jerry Goldsmith

#### Beste originele nummers of bewerkte muziek
- Yentl - Nummers: Michel Legrand, Alan Bergman en Marilyn Bergman
  - The Sting II - Bewerkte muziek: Lalo Schifrin
  - Trading Places - Bewerkte muziek: Elmer Bernstein

#### Beste originele nummer
- "Flashdance... What a Feeling" uit Flashdance - Muziek: Giorgio Moroder, tekst: Keith Forsey en Irene Cara
  - "Maniac" uit Flashdance - Muziek en tekst: Michael Sembello en Dennis Matkosky
  - "Over You" uit Tender Mercies - Muziek en tekst: Austin Roberts en Bobby Hart
  - "Papa, Can You Hear Me?" uit Yentl - Muziek: Michel Legrand, tekst: Alan Bergman en Marilyn Bergman
  - "The Way He Makes Me Feel" uit Yentl - Muziek: Michel Legrand, tekst: Alan Bergman en Marilyn Bergman

#### Beste geluid
- The Right Stuff - Mark Berger, Tom Scott, Randy Thom en David MacMillan
  - Never Cry Wolf - Alan R. Splet, Todd Boekelheide, Randy Thom en David Parker
  - Return of the Jedi - Ben Burtt, Gary Summers, Randy Thom en Tony Dawe
  - Terms of Endearment - Donald O. Mitchell, Rick Kline, Kevin O'Connell en Jim Alexander
  - WarGames - Michael J. Kohut, Carlos de Larios, Aaron Rochin en Willie D. Burton

#### Beste geluidseffectbewerking
- The Right Stuff - Jay Boekelheide
  - Return of the Jedi - Ben Burtt

#### Beste visuele effecten
- Return of the Jedi - Richard Edlund, Dennis Muren, Ken Ralston en Phil Tippett[2]

#### Beste kostuumontwerp
- Fanny & Alexander - Marik Vos
  - Cross Creek - Joe I. Tompkins
  - Heart Like a Wheel - William Ware Theiss
  - The Return of Martin Guerre - Anne-Marie Marchand
  - Zelig - Santo Loquasto

#### Beste korte film
- Boys and Girls - Janice L. Platt
  - Goodie-Two-Shoes - Ian Emes
  - Overnight Sensation - Jon N. Bloom

#### Beste korte animatiefilm
- Sundae in New York - Jimmy Picker
  - Mickey's Christmas Carol - Burny Mattinson
  - Sound of Sunshine - Sound of Rain - Eda Godel Hallinan

#### Beste korte documentaire
- Flamenco at 5:15 - Cynthia Scott en Adam Symansky
  - In the Nuclear Shadow: What Can the Children Tell Us? - Vivienne Verdon-Roe en Eric Thiermann
  - Sewing Woman - Arthur Dong
  - Spaces: The Architecture of Paul Rudolph - Robert Eisenhardt
  - You Are Free (Ihr Zent Frei) - Dea Brokman en Ilene Landis

#### Jean Hersholt Humanitarian Award
- M.J. Frankovich

#### Ere-award
- Hal Roach, als erkenning voor zijn ongeëvenaarde dossier van onderscheidende bijdragen aan de kunstvorm film.[3]

## Films met meerdere nominaties
De volgende films ontvingen meerdere nominaties:
| Nominaties | Film                | Awards |
| ---------- | ------------------- | ------ |
| 11         | Terms of Endearment | 5      |
| 8          | The Right Stuff     | 4      |
| 6          | Fanny & Alexander   | 4      |
| 5          | The Dresser         |        |
| 5          | Return of the Jedi  | 1      |
| 5          | Silkwood            |        |
| 5          | Tender Mercies      | 2      |
| 5          | Yentl               | 1      |
| 4          | Cross Creek         |        |
| 4          | Flashdance          | 1      |
| 3          | The Big Chill       |        |
| 3          | Educating Rita      |        |
| 3          | WarGames            |        |
| 2          | Reuben, Reuben      |        |
| 2          | Zelig               |        |